# هنری جی. دووین
هنری جی. دووین (انگلیسی: Henry J. Duveen؛ ۲۶ اکتبر ۱۸۵۴ – ۱۵ ژانویهٔ ۱۹۱۹) فروشنده آثار هنری اهل پادشاهی هلند بود. او با کمک برادرش جوزف جوئل دووین، شرکت دووین برادرز را تشکیل داد. پس از مرگ برادرش بر اثر بیماری در سال ۱۹۰۸، جوزف دووین، بارون دووین یکم، برادرزادهٔ هنری، مشغول به همکاری با او شد.